# 중앙데파트

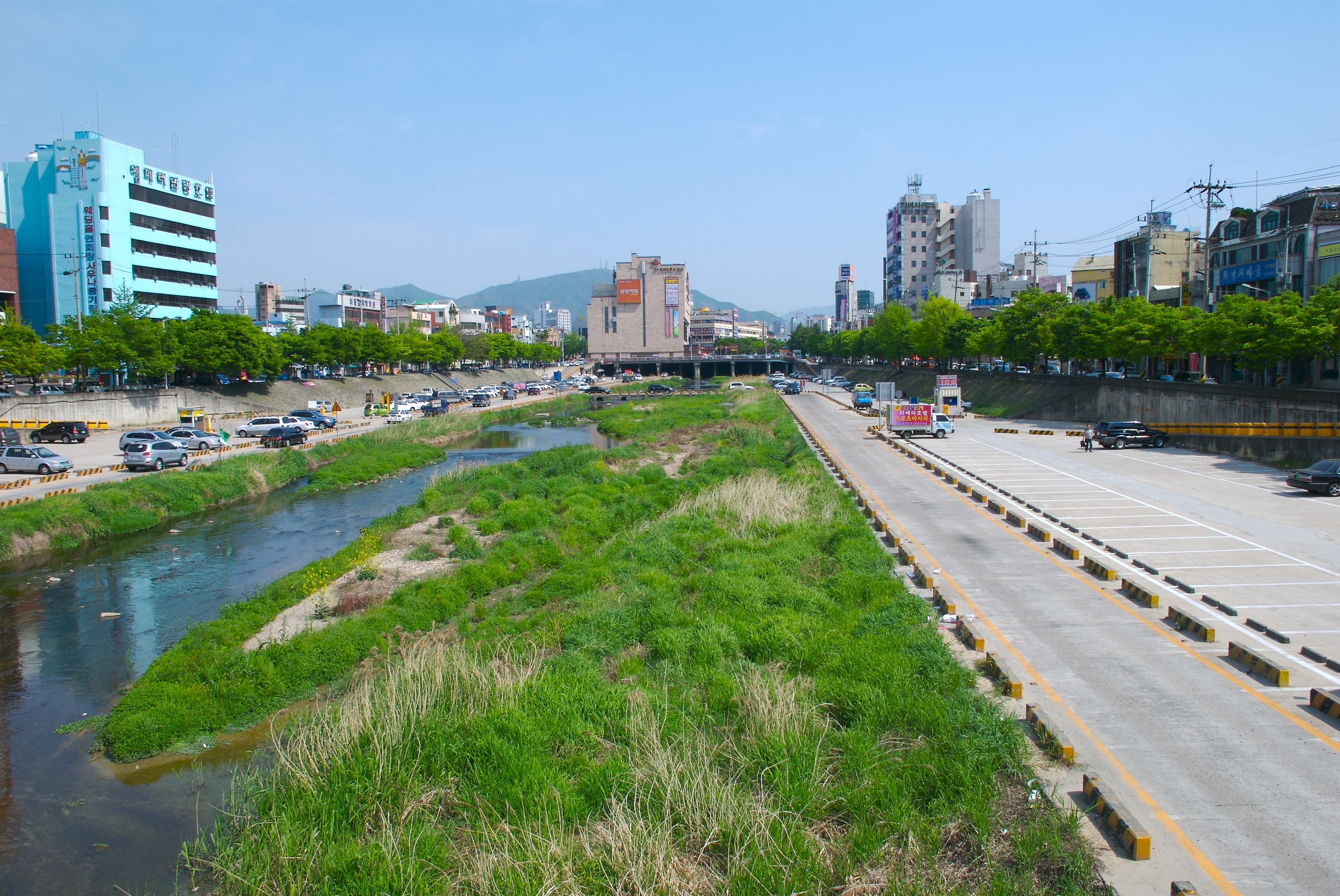
중앙데파트

중앙데파트는 대전광역시의 백화점이자 주상복합건물로 1974년에 준공되었다가 2008년 10월 8일 오후 4시 47분 발파 해체공법에 의해 철거된 건축물이다.

## 개요
이 건축물은 1974년, 대전광역시 최초의 백화점으로 준공된 것을 특성으로 하였으나, 1980~1990년대 대전광역시의 패션과 문화의 한복판이자 상징물로 여겨져 오다가 철거되고 철거 후에는 생태복원 사업 외에 대전천도 복개하였다.

## 건축물 구조
1974년 당시 대전천 복개 이후 그 위에 세워진 중앙데파트는 지상 8층, 연면적 8,351m2 규모로 대전광역시 최초의 대형 유통매장 및 상가의 역할로 자리매김했다가 같은 시기에 건립한 상류쪽 홍명상가(지상 5층, 연면적 17,810m2 규모)도 내년 철거를 위해 입주자들과의 매각 협상이 진행된 것으로 보인다.

## 복원 사업
대전발전연구원에 따르면 중앙데파트 상가 철거와 목척교 복원사업에 따른 경제 파급효과 1346억원, 유동인구 1.5배 증가에 따른 경제 파급효과 523억원 등 모두 1870억원의 경제효과가 있을 것으로 분석했다.

## 같이 보기
- 홍명상가
- 대전천
- 목척교